# U-210
| U-210                                                                                    | U-210 | U-210 |
| ---------------------------------------------------------------------------------------- | --- | --- |
|                                                                                          | | |
|                                                                                          | | |
| U-210 сфотографований з борту HMCS Assiniboine 6 серпня 1942 року                        | | |
| Під прапором                                                                             | Третій рейх | Третій рейх |
| Спуск на воду                                                                            | 23 грудня 1941 року                                                                                                | 23 грудня 1941 року                                                                                                |
| Виведений зі складу флоту                                                                | 6 серпня 1942 року                                                                                                 | 6 серпня 1942 року                                                                                                 |
| Сучасний статус                                                                          | затоплений | затоплений |
| Бойовий досвід                                                                           | Друга світова війна Битва за Атлантику                                                                             | Друга світова війна Битва за Атлантику                                                                             |
| Проєкт                                                                                   | | |
| Тип ПЧ                                                                                   | середній торпедний ДПЧ                                                                                             | середній торпедний ДПЧ                                                                                             |
| Вартість                                                                                 | 4 714 000 ℛℳ | 4 714 000 ℛℳ |
| Основні характеристики                                                                   | | |
| Швидкість (надводна)                                                                     | 17,9 вузла | 17,9 вузла |
| Швидкість (підводна)                                                                     | 8 вузлів | 8 вузлів |
| Робоча глибина занурення                                                                 | 100 м | 100 м |
| Гранична глибина занурення                                                               | 220 м | 220 м |
| Автономність плавання                                                                    | 135—174 км на швидкості 4 вузли (в підводному положенні) 11 470 км на швидкості 10 вузлів (у надводному положенні) | 135—174 км на швидкості 4 вузли (в підводному положенні) 11 470 км на швидкості 10 вузлів (у надводному положенні) |
| Екіпаж                                                                                   | 44—60 осіб | 44—60 осіб |
| Розміри                                                                                  | | |
| Довжина найбільша (по КВЛ)                                                               | 67,1 м | 67,1 м |
| Ширина корпусу найб.                                                                     | 6,2 м | 6,2 м |
| Висота                                                                                   | 9,6 м | 9,6 м |
| Середня осадка (по КВЛ)                                                                  | 4,74 м | 4,74 м |
| Водотоннажність надводна                                                                 | 769 т | 769 т |
| Силова установка                                                                         | | |
| дизель-електрична; 2 дизельних двигуни MAN M 6 V 40/46, 2 електродвигуни BBC GG UB 720/8 | | |
| Гвинти                                                                                   | 2 | 2 |
| Потужність                                                                               | 2 × 2100—2310 к.с. (дизелі) 2 × 750 к.с. (електродвигуни)                                                          | 2 × 2100—2310 к.с. (дизелі) 2 × 750 к.с. (електродвигуни)                                                          |
| Озброєння                                                                                | | |
| Артилерія                                                                                | 1 × 88-мм палубна гармата SK C/35                                                                                  | 1 × 88-мм палубна гармата SK C/35                                                                                  |
| Торпедно- мінне озброєння                                                                | 4 носових і один кормовий ТА 14 торпед або 26 мін TMA                                                              | 4 носових і один кормовий ТА 14 торпед або 26 мін TMA                                                              |
| ППО                                                                                      | 1 × 37-мм зенітна гармата Flak M42 2 × 20-мм зенітні гармати FlaK 30                                               | 1 × 37-мм зенітна гармата Flak M42 2 × 20-мм зенітні гармати FlaK 30                                               |

U-210 — німецький підводний човен типу VIIC, часів  Другої світової війни.
Замовлення на будівництво човна було віддане 16 жовтня 1939 року. Човен був закладений на верфі суднобудівної компанії «F. Krupp Germaniawerft AG» у місті Кіль 15 березня 1941 року під заводським номером 639, спущений на воду 23 грудня 1941 року, 21 лютого 1942 року увійшов до складу 5-ї флотилії. Також за час служби входив до складу 9-ї флотилії. Єдиним командиром човна був корветтен-капітан Рудольф Лемке.
Човен зробив 1 бойовий похід, у якому не потопив та не пошкодив жодного судна.
Потоплений 6 серпня 1942 року у Північній Атлантиці південніше мису Фарвель (54°24′ пн. ш. 39°37′ зх. д. / 54.400° пн. ш. 39.617° зх. д.) глибинними бомбами, артилерією та тараном канадського есмінця «Ассінібойн». 6 членів екіпажу загинули, 37 врятовано.